# Papierwarenfabrik Rosenheim

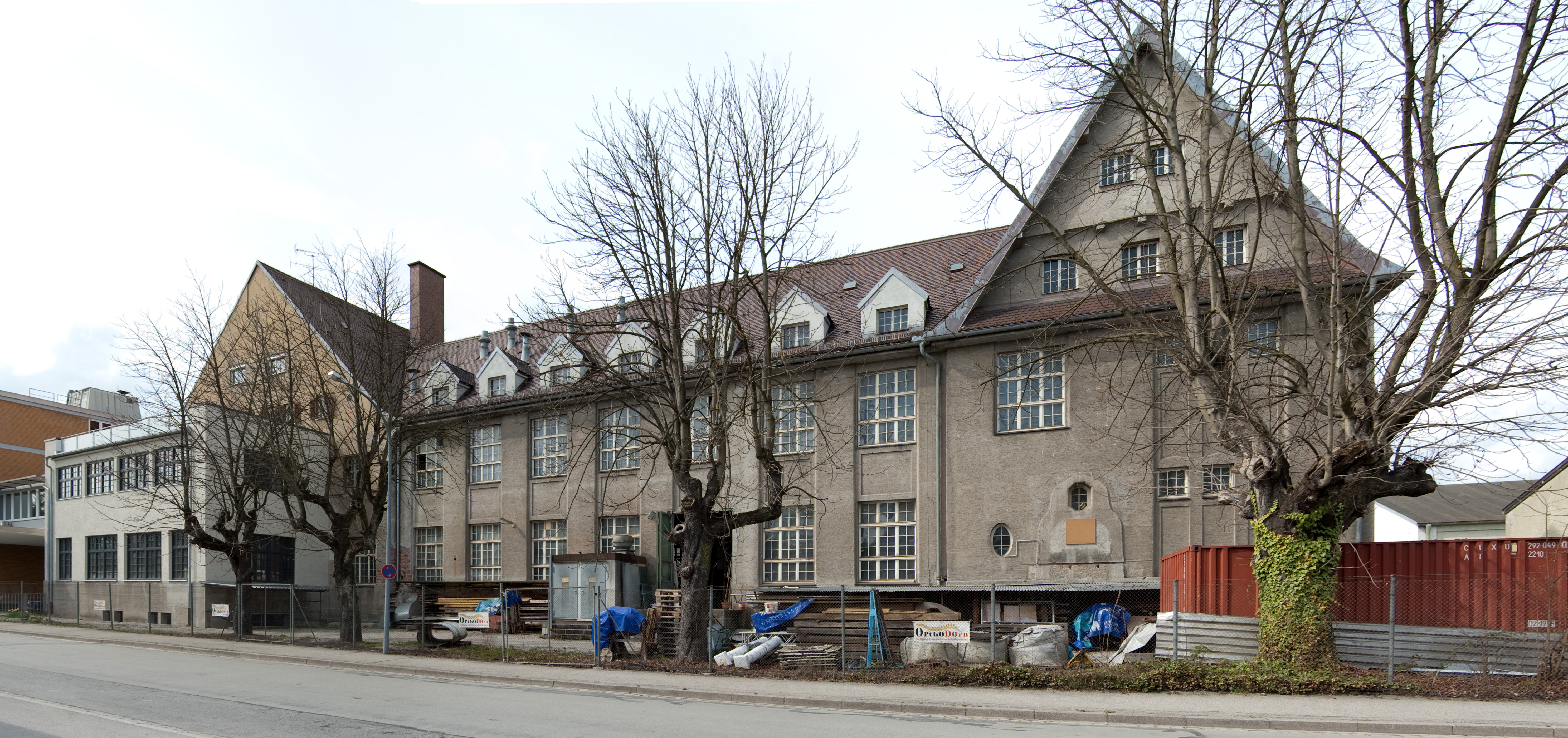
Ehemalige Papierwarenfabrik Rosenheim

Die ehemalige Papierwarenfabrik Rosenheim ist ein Baudenkmal in der kreisfreien Stadt Rosenheim (Oberbayern), Brückenstraße 1.

## Gebäude
Die zweigeschossige Anlage wurde 1911/12 nach Plänen des Architekten David Schray in Eisenbetonkonstruktion erbaut. Sie besteht aus einem gleichmäßig durchfenstertem Hallentrakt auf erhöhtem Untergeschoss, der von Verwaltungs- und Funktionsräumen in asymmetrisch gestalteten Kopfbauten mit quergestellten Satteldächern flankiert ist. An der Südostseite wurde 1929 ein zweigeschossiger Büro-Anbau ergänzt.

## Geschichte
Im Jahr 1879 entstand als erste Produktionsstätte des von Michael Niedermayr gegründeten Unternehmens eine Papiertütenfabrik an der Hafnerstraße. 13 Jahre später (1892) wurde diese Fabrik erweitert. Zum Produktionsstandort an der Hafnerstraße kam nun ein weiteres Gebäude an der damaligen Promenadenstraße (heute: Prinzregentenstraße) hinzu. 
Niedermayrs Sohn Robert Niedermayr übernahm das Unternehmen im Jahr 1907/08. In den Jahren 1911/12 ließ dieser ein weiteres Fabrikgebäude an der Brückenstraße errichten, das über ein Industriegleis an das Eisenbahnnetz angeschlossen war. Der Neubau war nötig, da die bisherigen Kapazitäten an Maschinen und Platz den steigenden Bedarf an Papierwaren nicht mehr decken konnten. Es wurden modernere Maschinen angeschafft und eine neue Setzerei eingerichtet, wodurch eine deutliche Steigerung der Produktion erzielt werden konnte. 1912 lag die Tagesleistung bei etwa 625.000 Tüten und Säcken.
Das Unternehmen wurde in den 1920er Jahren in eine Aktiengesellschaft umgewandelt. Sie besaß damals mehrere Niederlassungen, wobei am Hauptsitz in Rosenheim Zementsäcke produziert wurden. Angegliedert war eine Druckerei zur Beschriftung von Papiertüten. Aufgrund der günstigen konjunkturellen Lage – im Jahr 1931 betrug die wöchentliche Produktion 15 bis 20 Millionen Tüten, Beutel und Zigarrenspitzen – wurde 1929 ein Büroanbau am linken Giebel des Gebäudes an der Brückenstraße errichtet. 1938 kam eine weitere Werkshalle hinzu.
Im Zweiten Weltkrieg wurden durch Luftangriffe die Verkaufsniederlassungen in Augsburg und München vollständig zerstört; die Anlagen in Rosenheim und Nürnberg teilweise. Die Nachkriegszeit stand daher ganz im Zeichen des Wiederaufbaus und der Modernisierung der Fabrikanlagen.
Nach 123 Jahren wurde im Jahr 2002 das Unternehmen an die Kornäs GmbH in Achern verkauft und die Produktion im selben Jahr eingestellt. Die verbliebenen 70 Mitarbeiter verloren ihre Arbeitsplätze. Seit 2003 steht das Gebäude unter Denkmalschutz und ist seit 2018 als renoviertes Gebäude im Herzen Rosenheims an verschiedene Unternehmen vermietet.